# Parco nazionale della Boucle du Baoulé
Il parco nazionale della Boucle du Baoulé (in italiano «parco nazionale dell'ansa del Baoulé») si trova nella parte occidentale del Mali, lungo l'omonimo fiume Baoulé. Copre un'area di 5430 km² e confina con diverse grandi riserve naturali che non sono state dichiarate parco nazionale: la Réserve de Fina e la Réserve de Badinko, oltre alle Réserves de Kongossambougou e de Kenié-Baoulé. La superficie totale di queste aree protette è di circa 7700 km².
Il parco nazionale venne istituito nel 1982 e viene amministrato dall'Opération Parc National de la Boucle du Baoulé (OPNBB) con sede a Bamako. Oltre alla flora e alla fauna, protegge anche i siti neolitici Fanfannyégèné I e II, di importanza nazionale.

## Geografia
Il parco nazionale della Boucle du Baoulé si trova a circa 200 km dalla capitale del Mali, Bamako, ad un'altitudine compresa tra 200 e 577 m sul livello del mare, tra 13°10'N e 14°30'N e tra 08°25'O e 09°50'O. Il confine occidentale del parco è costituito dal Baoulé, il più importante affluente del Bakoye, che a sua volta confluisce nel Bafing. Lungo il corso superiore di quest'ultimo, tra il 1981 e il 1988, è stata costruita la diga di Manantali, che ha portato alla formazione di un lago di 477 km². L'insediamento umano vicino più grande è Samakoulou, a sud del parco, mentre proprio lungo il confine si trova il villaggio di Banbaran. Il confine orientale del parco è costituito dalla strada principale che dalla capitale Bamako, attraverso Diéma, arriva fino a Nioro du Sahel. Le precipitazioni annue oscillano tra 2000 e 3000 mm.

## Storia
All'interno del parco è stato scoperto dagli archeologi l'antico sito neolitico di Fanfannyégèné I, risalente con molta probabilità al I millennio a.C. Nel 1980, l'ecologo olandese Albert C. Heringa, che all'epoca lavorava nel parco, scoprì un altro sito, denominato Fanfannyégèné II. In Mali le pitture rupestri erano già state scoperte a partire dal 1911, ma in altre zone del paese, come l'altopiano dei Dogon o il delta interno del Niger (Aire Soroba). La scoperta di Albert Heringa ed Eric Huysecom dell'Istituto Frobenius di Francoforte venne resa pubblica per la prima volta nel 1982. Ulteriori scavi, finanziati dalla Germania e realizzati in collaborazione con l'Institut des Sciences Humaines de Bamako, furono realizzati tra il 1984 e il 1987.
L'altezza del rifugio, all'ingresso del quale si trovano le pitture, è di 4,20 m. A Fanfannyégèné II, su una superficie di 270 m², sono state scoperte incisioni rupestri antropomorfe, simili a figure stilizzate, oltre a raffigurazioni zoomorfe e simboliche, suddivise in tre gruppi. Questi si estendono su un'area lunga 24 m e larga al massimo 18 e sono state eseguite nei colori bianco, nero e rosso: i graffiti sono stati realizzati in nero, i disegni in rosso e bianco. Come quelli di Fanfannyégèné I, anche questi sono stati provvisoriamente datati intorno al 1000 a.C. All'epoca Albert Heringa esaminò, nell'area del parco, un totale di 86 siti.
All'epoca del periodo coloniale francese, l'insediamento di Fort Koundou, del quale rimangono solamente le rovine e un cimitero, sorvegliava le carovane commerciali che attraversavano la zona.

## Flora
Nella parte settentrionale del parco, che appartiene al margine meridionale del Sahel, la vegetazione, colpita dalla siccità, è scarsa. A questa segue una savana alberata dominata da piante di Combretum; più a sud vi sono fitte foreste a galleria lungo il fiume Baoulé e foreste rade lontano dai fiumi. La parte meridionale del parco appartiene al dominio sudanese-guineano.
La vegetazione è minacciata in particolare dal dissodamento per fare spazio a nuovi terreni agricoli. A tal riguardo, nella Réserve de Fina, è stata dimostrata, sulla base delle immagini satellitari, una diminuzione del 23% della savana alberata in un arco di 19 anni.

## Fauna
Oltre a leoni e leopardi, si dice che nel parco vivano anche i ghepardi. In alcune zone si incontrano anche popolazioni numerose di ippopotami, giraffe, cobi, antilopi roane, eland giganti e damalischi, nonché di facoceri. Le popolazioni dei grandi mammiferi sono minacciate dalla caccia e dalla competizione con il bestiame domestico. Nel 1981 venne stimato che nel parco fossero presenti 13.500 zebù e 59.500 tra pecore e capre. In passato gli elefanti africani nord-occidentali vivevano qui in modo permanente, ma la loro esistenza è ora minacciata dall'espansione verso sud dell'arida fascia del Sahel.

## Popolazione
Nell'area del parco vivono diversi gruppi etnici: contadini sedentari come i kakolo, i sarakollé, i malinké e i bambara, pastori transumanti come i fulbe e i mauri e pescatori come i bozo. Nel 1998, a seconda della stagione, vivevano nel parco tra le 78.300 e le 150.000 persone. Durante la stagione secca, la parte settentrionale del parco è abitata per lo più dai pastori, mentre l'agricoltura viene praticata solo dove le piogge lo consentono.